# Schizaster ovatus
Schizaster ovatus is een zee-egel uit de familie Schizasteridae.
De wetenschappelijke naam van de soort werd in 2004 gepubliceerd door Ian David Lindley.